# Ludwig Feuerbach et la fin de la philosophie classique allemande

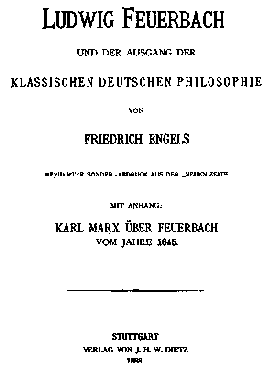

Ludwig Feuerbach et la fin de la philosophie classique allemande est un ouvrage d'Engels publié en 1888.

## Sources
- Lire en ligne
- Ecouter en ligne, sur litteratureaudio.com, dans une version aux éditions sociales, 1935